# Dee Strange-Gordon
Devaris Strange-Gordon (Windermere, Florida, 22 de abril de 1988), más conocido como Dee Strange-Gordon, es un exjugador profesional estadounidense de béisbol que se desempeñó en la posición de segunda base en las Grandes Ligas de Béisbol (MLB). Logró obtener un Guante de Oro.

## Carrera
Strange-Gordon jugó como profesional cuatro temporadas en Los Angeles Dodgers (2011-2014), después pasó a Miami Marlins (2015-2017), luego a Seattle Mariners (2018-2020), posteriormente a Washington Nationals, donde jugó una temporada (2022), y fue el equipo en el que se retiró.

## Premios
Fue galardonado con el Guante de Oro en una oportunidad (2015).